# Schienenverkehr in Eritrea

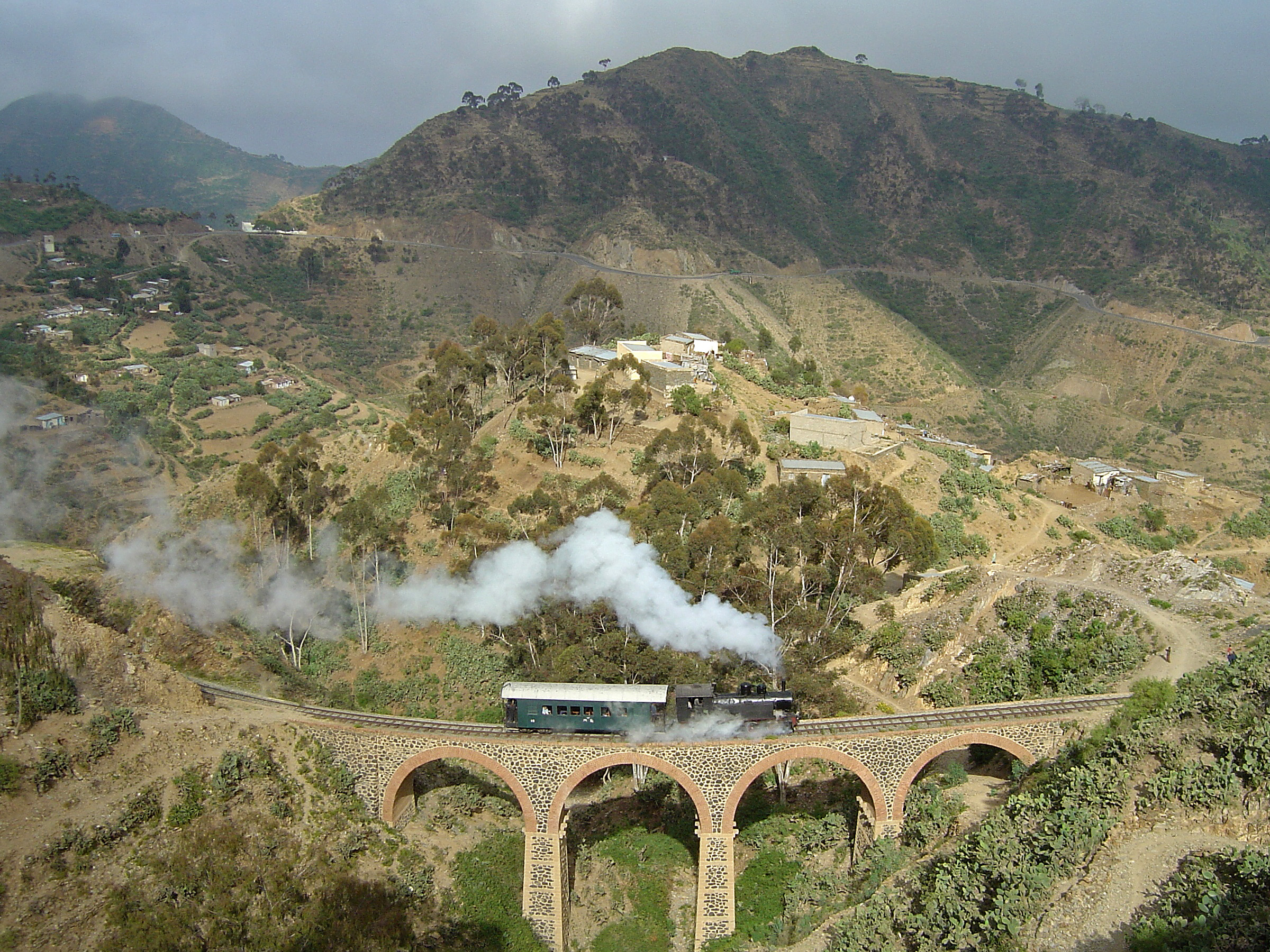
Auf der Bahnstrecke Massaua–Biscia

Der Schienenverkehr spielt in Eritrea heute nur mehr eine untergeordnete Rolle.

## Betriebene Bahnstrecken
Massaua–Biscia

Siehe Hauptartikel Bahnstrecke Massaua–Biscia

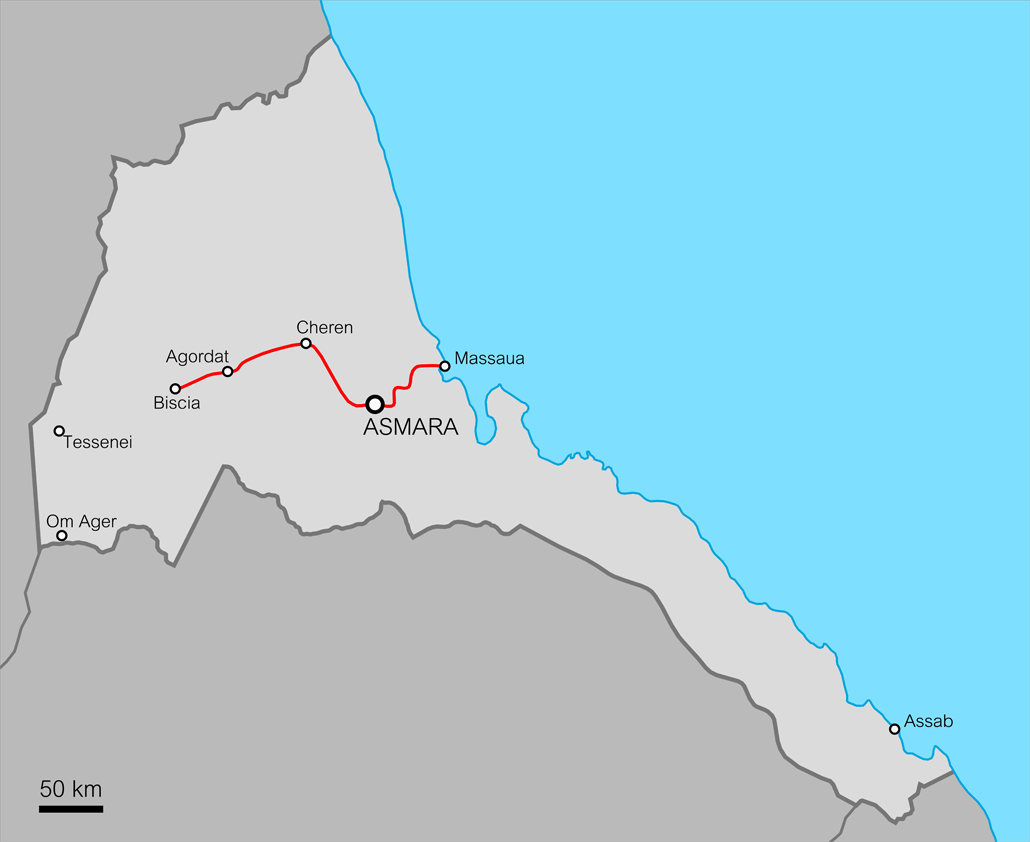
Bahnstrecke Massaua–Biscia

Die einzige in Betrieb stehende Eisenbahnstrecke ist die Bahnstrecke Massaua–Biscia, eine Schmalspurbahn mit einer Spurweite von 950 mm. Sie kann heute zwischen der Hafenstadt Massaua und Asmara, der Hauptstadt von Eritrea, befahren werden, wurde ab 1887 errichtet und reichte bis 1941 weiter bis Biscia. Die Eisenbahn in Eritrea ist wahrscheinlich die einzige in der Welt, die zwar die komplette Infrastruktur und Organisation einer Staatsbahn besitzt, aber keinen einzigen planmäßigen Zug verkehren lässt.
Hafenbahn Assab

Die Ethiopian Petroleum Cooperation errichtete 1939 im Hafen von Assab eine Hafen- und Industriebahn in der Spurweite 950 mm. Eventuell befindet sich diese noch in Betrieb.

## Stillgelegte Bahnstrecken
Zula–Kumayli Plain

Die Bahnstrecke Zula–Kumayli Plain wurde 1868 während der Auseinandersetzungen zwischen britisch-indischen Militäreinheiten und der äthiopischen Armee mit Eisenbahnmaterial aus Indien in der Breitspur von 1676 mm errichtet. Die knapp 17 km lange Bahnstrecke war nur kurzzeitig während der militärischen Aktion in Betrieb.
Mersa Fatma–Colluli

Ab 1905 wurde eine Strecke in 600-mm-Spur vom Hafen Mersa Fatma ins Hinterland errichtet, die letztendlich hinter Colluli bei Streckenkilometer 74,5 endete. Sie diente hauptsächlich der Abfuhr von Pottasche und musste ihren Betrieb in der Weltwirtschaftskrise 1929 einstellen.
Malawiya–Tesseney

Im Zweiten Weltkrieg trieb die britische Armee 1941, abzweigend von der sudanesischen Bahnstrecke Haija Junction–Sannar die Bahnstrecke Malawiya–Tessenai in der im Sudan verwendeten Kapspur nach Eritrea vor, die schließlich bis etwa 38 km westlich von Tesseney reichte. Der Lückenschluss zu der Bahnstrecke Massaua–Asmara gelang jedoch nicht. Nachdem die italienische Kolonialmacht den Krieg im Gebiet ihrer Kolonie gegen die britische Armee 1941 verloren hatte, baute die neue Kolonialmacht die Gleisanlagen vom Sudan nach Tesseney wieder ab, da sie das Material für ihre weitere Kriegsführung in Nordafrika benötigte.

## Betreiber
In dem Gebiet, das heute zu Eritrea zählt, waren im Laufe der Zeit folgende Betreiber von Eisenbahnen aktiv:
- das britische Militär, British Indian Army;
- das italienische Militär;
- Compagnia Mineraria Coloniale (CMC)
- Ferrovie Eritree (FE)
- Northern Ethiopian Railway (NER)
- Società Italiana per le Saline Eritree